# Lamagistère
Lamagistère (okzitanisch La Magistèra) ist eine französische Gemeinde mit 1.213 Einwohnern (Stand: 1. Januar 2022) im Département Tarn-et-Garonne in der Region Okzitanien (vor 2016: Midi-Pyrénées). Die Gemeinde gehört zum Arrondissement Castelsarrasin und zum Kanton Valence. Die Einwohner werden Magistériens genannt.

## Geografie
Lamagistère liegt etwa 18 Kilometer südöstlich von Agen an der Garonne, am Canal latéral à la Garonne und am Fluss Barguelonne. Umgeben wird Lamagistère von den Nachbargemeinden Clermont-Soubiran im Norden und Nordosten, Golfech im Osten, Donzac im Süden sowie Sainte-Sixte im Westen.
| Einwohner                                                  | 1.257 | 1.904 | 1.676 | 1.632 | 1.084 | 1.140 | 1.195 | 1.192 | 1.153 | 1.084 | 1.248 | 1.187 | 1.220 | 1.113 |
| Ab 1962 offizielle Zahlen ohne Einwohner mit Zweitwohnsitz |       |       |       |       |       |       |       |       |       |       |       |       |       |       |

## Verkehr
Durch das Gemeindegebiet führen die im Regionalverkehr mit TER-Zügen bediente Bahnstrecke Bordeaux–Sète und die frühere Route nationale 113 (heutige D813).